# Брюквенница
Брюквенница или белянка брюквенная (лат. Pieris napi) — дневная бабочка из семейства белянок (Pieridae).
Как научное, так и русское название произошло от слова брюква (лат. napus), кормового растения гусениц.

## Описание
Бабочки с размахом крыльев 35—40 (18—26) мм. Усики головчатые, светлые, булава тёмная. У самца переднее крыло сверху белое, с серой или чёрной вершиной, часто с округлым чёрным пятном; прикорневая область и костальный край затемнены, жилки на большем или меньшем протяжении тёмные, выделяются на белом фоне крыла, у края всегда опылены чёрным или серым. Заднее крыло сверху белое, с затемнённым основанием, жилки, по крайней мере у выхода к краю, опылены чёрным или серым, сверху обычно хорошо просматривается рисунок нижней стороны. Нижняя поверхность переднего крыла, с зеленоватым или охристо-жёлтым полем у вершины, жилки по всей длине затемнены, часто имеется по одному расплывчатому чёрному пятну. Заднее крыло снизу белое, желтоватое, желтовато-зелёное или охристо-жёлтое, костальный край у корня оранжевый, жилки широко оторочены тёмными чешуями, образующими характерный линейный рисунок.
У самки крылья сверху белые, желтоватые или охристо-жёлтые, с развитым тёмным рисунком, состоящим из расплывчатых полей, пятен и широких линий затемнения вдоль жилок. Снизу рисунок, как у самца, все тёмные элементы обширнее, цветовой фон светлых участков более насыщенный. Переднее крыло самки сверху с округлыми тёмными пятнами (по два на каждом крыле).
Яйцо желтоватое, бутылковидное, с 14 рёбрами.
Гусеницы тёмные, матово-зелёные, с жёлтой прерывистой полосой по бокам, на верхней стороне тела несут пятнистые бородавки с чёрным опушением. Дыхальца с жёлтыми ободками.
Куколка сероватая или зеленоватая с желтоватыми рёбрами и чёрными пятнами.
- Pieris napi ♂
- Pieris napi  ♂  △
- Pieris napi  ♀
- Pieris napi  ♀ △

## Распространение
Весьма распространённый вид. Встречается в европейской части России, кроме крайнего юго-востока, в Сибири, на Дальнем Востоке, в Балтии, Беларуси, на Украине, в Молдове, на Кавказе и Закавказье, в горных районах Средней Азии и Казахстана, в Северном Казахстане, в горах Северной Африки (локально), горах Малой и Центральной Азии, Северо-Восточном Китае, на полуострове Корея, в Японии и Северной Америке. В России брюквенницы встречаются также на обширной площади Дальнего Востока, включающей бассейн Амура, Сахалин, Курильские острова, а также Камчатку и Магаданскую область к северу до границы с лесотундрой. В Северной Америке брюквенницы встречаются также на территории Канады и на Аляске, однако, некоторые систематики считают североамериканских брюквенниц (напр., Pieris oleracea, P. virginensis) особыми видами.
Встречается на полях, в садах и огородах, на лугах и опушках лесов, на вырубках и в горных долинах. Предпочитает влажные участки. Проникает на высоту до 2000 м над уровнем моря. Взрослых брюквенниц можно встретить на цветах капустных, бобовых, геранях и одуванчиках.

## Развитие
В Центральной Европе брюквенница регулярно даёт два поколения, частично третье. По другим данным, на юге даёт четыре поколения. Особи различных поколений существенно отличаются друг от друга.
Самка каждое яйцо откладывает отдельно на нижнюю сторону листьев. Гусеницы выходят на свет через 4—6 суток. Вылупившаяся гусеница сначала поедает яичную оболочку, затем принимается за лист, выгрызая его середину. Только взрослые гусеницы объедают края листьев. Развитие гусеницы продолжается 2—3 недели, за это время она четыре раза линяет. Первое поколение развивается с августа по сентябрь, второе — в июне, третье — в августе. Стадия куколки продолжается неделю, у зимующих куколок примерно 10 месяцев. Зимует куколка.
Время лёта первого поколения с мая (марта) по июнь, второго — с середины июня до августа, третьего — сентябрь—октябрь.
Кормовые растения гусеницы:
- Капустные
  - ярутка полевая (Thlaspi arvense), ярутка альпийская (Thlaspi alpestre), чесночница черешковая (Alliaria petiolata), капуста полевая (Brassica campestris), репа (Brassica rapa), брюква (Brassica napus v. napobrassica), капуста огородная (Brassica oleracea), капуста цветная (Brassica oleracea v. botrytis), редька полевая (Raphanus raphanistrum), редька посевная (Raphanus sativus), хрен обыкновенный (Armoracia rusticana), жеруха исландская (Rorippa islandica), жеруха лесная (Rorippa sylvestris), сердечник горький (Cardamine amara), сердечник белый (Cardamine leucantha), сердечник (Cardamine niponica), резуха альпийская (Arabis alpina), вечерница (Hesperis matronalis), икотник серый (Berteroa incana);
- Резедовые
  - резеда душистая (Reseda odorata);
- Настурциевые
  - настурция майская (Tropaeolum majus);
- Астровые
  - ноготки лекарственные (Calendula officinalis).

## Хозяйственное значение
Является второстепенным вредителем капусты, репы, брюквы, редиса, редьки, рапса, горчицы, рыжика, турнепса и других культурных капустных растений.

## Подвиды
Вид насчитывает в себе большое количество подвидов, отличающиеся окраской и размерами:
- Pieris napi adalwinda Fruhstorfer, 1909 — Северная Европа
- Pieris napi atlantis Oberthür, 1925 — Марокко
- Pieris napi britannica Verity, 1911 — Ирландия и Британские острова
- Pieris napi frigida Scudder, 1861
- Pieris napi hulda Edwards, 1869
- Pieris napi japonica Shirozu, 1952 — Япония
- Pieris napi keskuelai Eitschberger, 2001 — полярные Уральские горы
- Pieris napi lusitanica de Sousa, 1929 — Португалия
- Pieris napi lappona Rangnow, 1935 — Северная Швеция и Северная Финляндия
- Pieris napi muchei Eitschberger, 1984 — Тянь-Шань, Таджикистан, Алайский хребет, Джунгарский Алатау
- Pieris napi maura Verity, 1911 — от Алжира до запада Туниса
- Pieris napi meridionalis Heyne, 1895
- Pieris napi mogollon Burdick, 1942 — Нью-Мексико, Аризона, …
- Pieris napi napi Linnaeus, 1758 — Европа, Урал, Западная Сибирь[6]
- Pieris napi napoleon Eitschberger, 1990
- Pieris napi pallidissima Barnes & McDunnough, 1916
- Pieris napi pseudobryoniae Barnes & McDunngough, 1917
- Pieris napi segonzaci Le Cerf, 1923 — Марокко

## Интересные факты
В Турции в 1958 г. была выпущена почтовая марка с изображением брюквенницы.